# Katholieke Kerk in Tsjechië

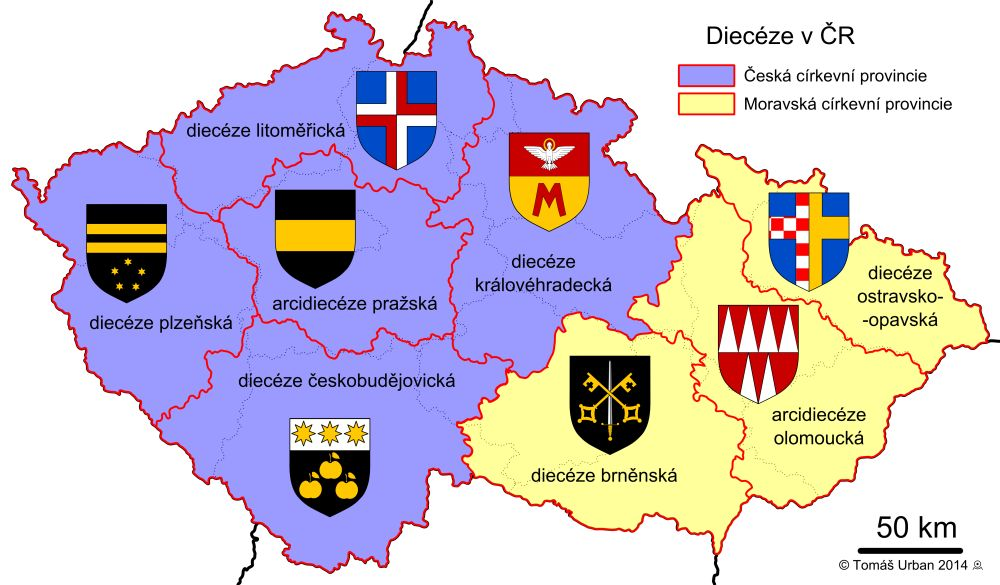
Bisdommen in Tsjechië

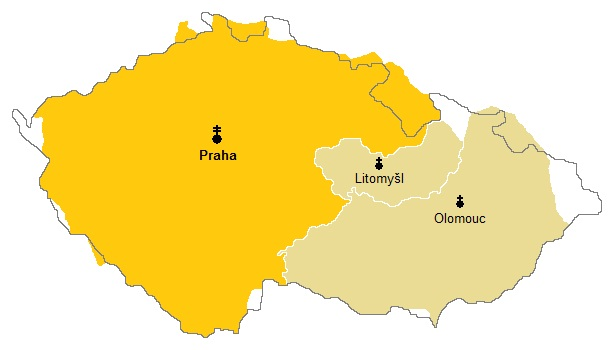
Bisdommen anno 1400

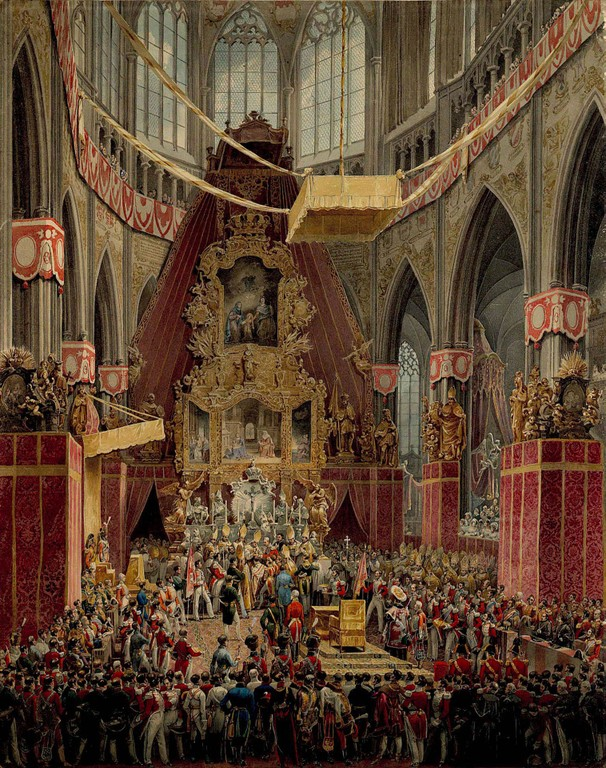
Kroning van Ferdinand I van Oostenrijk in de kathedraal van Praag in 1836

De Katholieke Kerk in Tsjechië maakt deel uit van de wereldwijde Katholieke Kerk, onder het leiderschap van de paus en de Curie.
De meerderheid van de Tsjechische bevolking is van oorsprong katholiek, al is Tsjechië een van de meest geseculariseerde landen van Europa.  Een klein deel van de katholieken behoort tot het Byzantijnse Apostolisch Exarchaat.
Van 1949 tot 1990 stonden alle kerkelijke organisaties onder controle van het communistisch regime, dat ook de salarissen van de geestelijken betaalde.   In de jaren 1950 en het begin van de jaren 1960 was de verhouding tussen de Kerk en de communistische staat zeer slecht.  De primaat van Tsjechoslowakije, Mgr. Beran, had tot 1965 huisarrest en werd ontheven van zijn taak als aartsbisschop (hij werd vervangen door een apostolisch administrator).  Het aantal kerken liep terug van 10473 in 1948 tot 3200 in 1967, het aantal priesters van 7040 tot 4700, het aantal bisschoppen van twaalf tot vier (acht diocesen werden bestuurd door priesters, aangesteld door de staat).
In 1968 werd de Grieks-Katholieke Kerk met ca. 300.000 gelovigen, die in 1950 door een besluit van de burgerlijke overheid bij de Orthodoxe Kerk van Tsjechoslovakije was ingelijfd, in haar zelfstandigheid en haar bezittingen hersteld.
Na de val van Dubček (1969) was de situatie voor de Kerk, speciaal wat betreft de mogelijkheden tot het geven van godsdienstonderricht op de scholen, weer aanzienlijk ongunstiger geworden. Vanaf 1971 beheerste de vereniging van procommunistische priesters, Pacem in Terris, de Katholieke Kerk in Tsjechoslowakije. Deze organisatie stond onder invloed van de staat. Pacem in Terris werd in 1990 opgeheven. In 1990 is de Kerk officieel van de staat gescheiden.
De bekendste kerkgebouwen van Tsjechië zijn de Sint-Vituskathedraal en de Týnkerk in Praag, alsmede de Pelgrimskerk van St.-Johannes van Nepomuk die op de Werelderfgoedlijst van UNESCO staat.
Apostolisch nuntius voor Tsjechië is sinds 1 mei 2022 aartsbisschop Jude Thaddeus Okolo.

## Territoriale indeling
1. Kerkprovincie Olomouc (Moravië):
  1. Aartsbisdom Olomouc
  2. Bisdom Brno
  3. Bisdom Ostrava-Opava
2. Kerkprovincie Praag (Bohemen):
  1. Aartsbisdom Praag
  2. Bisdom České Budějovice
  3. Bisdom Hradec Králové
  4. Bisdom Litoměřice
  5. Bisdom Pilsen
3. Apostolisch Exarchaat van de Tsjechische Republiek (immediatum)

Latijnse ritus: Brno · České Budějovice · Hradec Králové · Litoměřice · Olomouc · Ostrava-Opava · Plzeň · Praag

Byzantijnse ritus: Apostolisch Exarchaat van de Tsjechische Republiek
Albanië · Andorra · Armenië · Azerbeidzjan · België · Bosnië en Herzegovina · Bulgarije · Cyprus · Denemarken · Duitsland · Estland · Finland · Frankrijk · Georgië · Griekenland · Groot-Brittannië · Hongarije · IJsland · Ierland · Italië · Kazachstan · Kroatië · Letland · Liechtenstein · Litouwen · Luxemburg · Malta · Moldavië · Monaco · Montenegro · Nederland · Noord-Macedonië · Noorwegen · Oekraïne · Oostenrijk · Polen · Portugal · Roemenië · Rusland · San Marino · Servië · Slovenië · Slowakije · Spanje · Tsjechië · Turkije · Vaticaanstad · Wit-Rusland · Zweden · Zwitserland